# John Mandeville
Sir John Mandeville este presupusul autor al Călătoriilor lui Sir John Mandeville (The Travels of Sir John Mandeville), o lucrare cu memorii de călătorie care a circulat între 1357 și 1371. Cel mai vechi text supraviețuitor este în limba franceză.
Cu ajutorul traducerilor în multe alte limbi, lucrarea a dobândit o popularitate extraordinară. În ciuda naturii extrem de nesigure și deseori fantastice a călătoriilor pe care le descrie, lucrarea a fost folosită ca o referință - Cristofor Columb, de exemplu, a fost puternic influențat atât de această lucrare, cât și de Călătoriile anterioare ale lui Marco Polo.

## Vezi și
- Istoria științifico-fantasticului